# Ashok Leyland Titan
Ashok Leyland Titan este un autobuz produs de Ashok Leyland din 1958 până în prezent (2021). Vehiculul este singurul autobuz produs de companie. În prezent, aproximativ 98.000 de unități ale vehiculului au fost vândute în întreaga lume și, datorită popularității sale, este în producție de mai bine de 60 de ani. În 2011, vehiculul a primit un motor mai modernizat, deoarece motorul folosit din 1958 până în 2011 nu a fost văzut la fel de puternic ca și alte autobuze competitive.

## Istoric
În 1955 Ashok Leyland a lansat autobuzul RD, care se baza pe același autobuz britanic Leyland din aceeași epocă, dar numai 100 de unități din autobuz au fost vândute și a fost întrerupt rapid în 1958, iar Ashok Leyland a lansat noul autobuz Titan care se baza pe un șasiu de autobuz mai robust realizat de Leyland.
În 1958 au fost vândute aproximativ 1.000 de unități ale noului autobuz și a fost destul de popular în India și în țările vecine. În 1969 s-au vândut încă 10.000 de unități. Autobuzul a fost foarte popular datorită șasiului robust și a început să devină o viziune obișnuită pe drumurile indiene.
În 2003, aproximativ 56 de unități de autobuz au fost vândute și exportate în Italia. În 2011, autobuzul a primit un motor modernizat și în 2015 unele componente de șasiu mai moderne, dar designul caroseriei a rămas același timp de peste 60 de ani.